# Sam Feldt

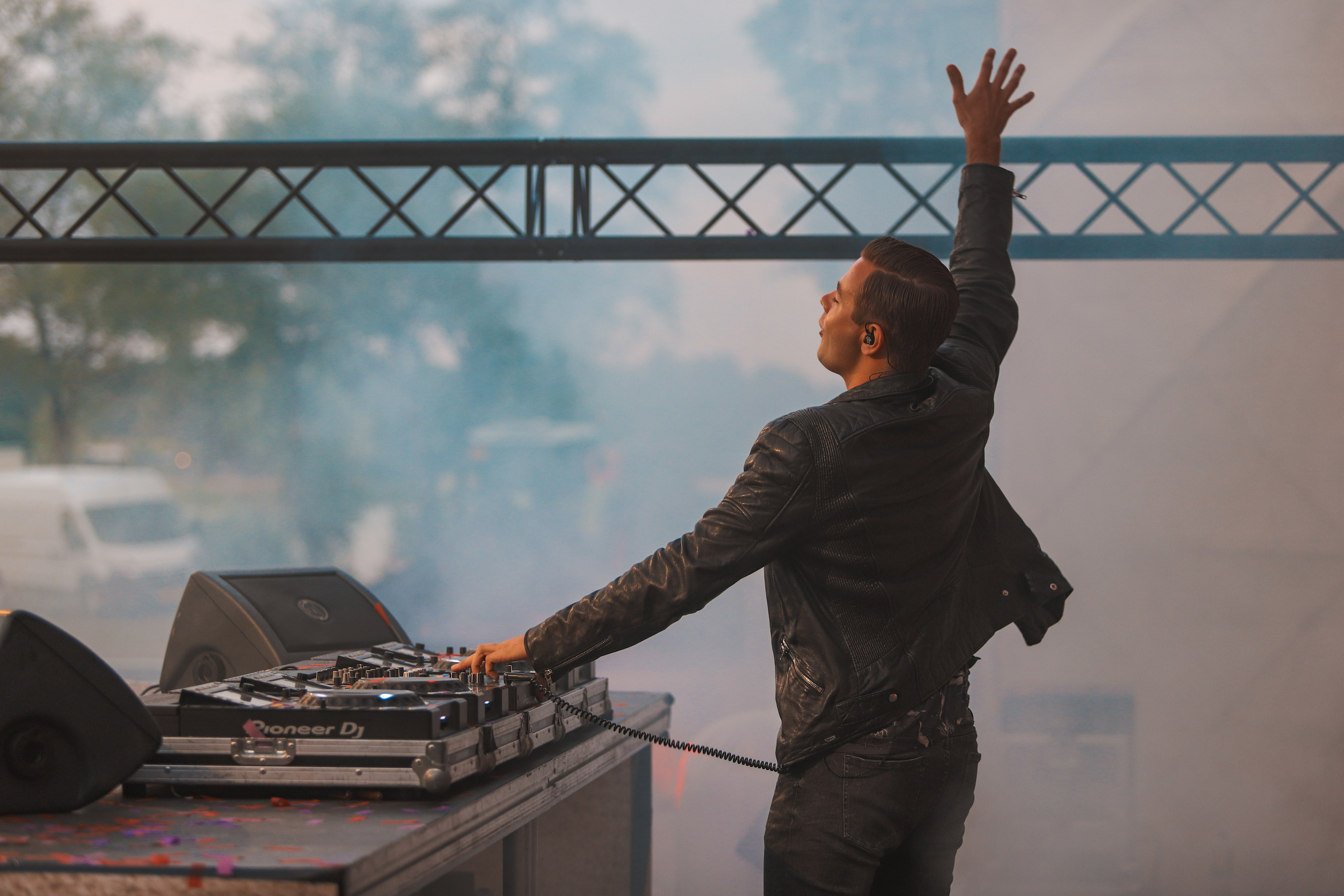
Sam Feldt in 2019

Sam Feldt, artiestennaam van Sammy Renders (Boxtel, 1 augustus 1993), is een Nederlandse diskjockey, muziekproducent en ondernemer.

## Dj

### Muzikale carrière
In 2015 bracht hij een cover uit van het nummer Show me love van Robin S. uit 1993. De plaat werd uitgebracht door Spinnin' Records en Polydor en behaalde de vierde plaats in de Britse hitparade en de 21ste in de Nederlandse Top 40. In Vlaanderen behaalde Feldt met het nummer de vijftiende plaats en in Billboards Hot Dance-lijst de dertiende. In 2016 bracht hij samen met het Nederlands dance-duo Lucas & Steve de single Summer on you uit. De plaat behaalde de vierde plaats in de Nederlandse Top 40 en was in september en oktober van dat jaar de meest gedraaide plaat op de Nederlandse radio. Kort na de release van Summer on you werd de plaat bekroond met de platinastatus in Nederland. In 2017, toen Feldt 24 was, bracht hij zijn eerste album uit, genaamd Sunrise to sunset. Op dit dubbele album staan 24 liedjes; een voor ieder uur van de dag . In 2019 bracht Feldt zijn monsterhit Post Malone (feat. RANI) uit. Daarna heeft Sam mogen werken wereldbekende namen. Zo bracht hij een track uit met Kesha, Sam Fischer, Rita Ora en Steve Aoki.
In maart 2020 lanceerde Sam zijn eigen muzieklabel genaamd Heartfeldt Records.

### Ondernemingen
Renders heeft samen met ondernemer Nick Velten in 2016 Fangage opgericht. Het bedrijf helpt artiesten en influencers om een connectie met hun fans op te bouwen volgens het Netflix model. In 2020 maakt Renders bekend met Fangage € 300.000 via crowdfunding te hebben opgehaald. In 2018 brengt Renders het anti-katermiddel AlwaysBright op de markt. Tevens heeft Renders in 2018 de Heartfeldt Foundation opgericht. Dit non-profit platform promoot een milieubewuste levensstijl door gebruik te maken van het bereik van bekende personen, artiesten en atleten.

## Discografie

### Albums
| Titel   | Details                                                                              |
| ------- | ------------------------------------------------------------------------------------ |
| Sunrise | - Uitgebracht: 6 oktober 2017 - Label: Spinnin' Records - Formaat: Digitale download |

| Titel           | Details                                                                         |
| --------------- | ------------------------------------------------------------------------------- |
| Been a while EP | - Uitgebracht: 4 maart 2016 - Label: Spinnin' Deep - Formaat: Digitale download |

| Titel            | Details                                                                                |
| ---------------- | -------------------------------------------------------------------------------------- |
| After the sunset | - Uitgebracht: 19 februari 2018 - Label: Spinnin' Records - Formaat: Digitale download |

| Titel             | Details                                                                                |
| ----------------- | -------------------------------------------------------------------------------------- |
| Sunrise to sunset | - Uitgebracht: 24 november 2017 - Label: Spinnin' Records - Formaat: Digitale download |

### Singles
- Dennis Kruissen & Sam Feldt - Alien (2013)
- Sam Feldt - Closure (2014)
- Sam Feldt & De Hofnar - Bloesem (2014) [Spinnin' Deep]
- Sam Feldt & De Hofnar ft. Henk Westbroek - Zolang ik jou heb (2014) [Spinnin' Deep]
- Sam Feldt & Kav Verhouzer - Hot skin (2014) [Spinnin' Deep]
- Sam Feldt ft. Kimberly Anne - Show me love (2015) [Spinnin' Deep]
- Sam Feldt & The Him ft. ANGI3 - Midnight hearts (2015) [Spinnin' Deep]
- Sam Feldt & The Him ft. The Donnies The Amys - Drive you home (2015) [Spinnin' Deep]
- Sam Feldt - Been a while (2016) [Spinnin' Deep]
- Sam Feldt & Dante Klein ft. Milow - Feels like home (2016) [Spinnin' Deep]
- Sam Feldt & Lulleaux - All the kids (2016) [Spinnin' Deep]
- Sam Feldt ft. Bright Sparks - Don't walk we fly (2016) [Spinnin' Deep]
- Sam Feldt ft. Meleka - Hungry eyes (2016) [Spinnin' Deep]
- Sam Feldt ft. Joe Cleere - Forgiveness (2016) [Spinnin' Deep]
- Sam Feldt ft. Heidi Rojas - Shadows of love (2016) [Spinnin' Records]
- Sam Feldt x Lucas & Steve ft. Wulf - Summer on you (2016) [Spinnin' Deep]
- Sam Feldt & Ferreck Dawn - Body gold (2016)
- Sam Feldt & Deepend ft. Teemu - Runaways (2016) [Spinnin' Records]
- Sam Feldt - What about the love (2016) [Spinnin' Records]
- Sam Feldt & Hook N Sling - Open your eyes (2017) [Spinnin' Records]
- Sam Feldt & Lush & Simon featuring Inna - Fade away  (2017) [Spinnin' Records]
- Sam Feldt ft. Akon - Yes (2017) [Spinnin' Records]
- Sam Feldt & Alex Schulz - Be my lover (2017) [Spinnin' Deep]
- Sam Feldt ft. Olivia Sebastianelli - Wishing well (2017) [Spinnin' Records]
- Sam Feldt & Möwe ft. Karra - Down for anything (2018) [Spinnin' Records]
- Sam Feldt & Lvndscape ft. Tessa - Know you better (2018) [Spinnin' Records]
- Sam Feldt ft. JRM - Just to feel alive (2018) [Spinnin' Records]
- Sam Feldt & Trouze ft. Derrick Hoh - Qing fei di yi (2018) [Spinnin' Records]
- Sam Feldt ft. Jeremy Renner - Heaven (Don't have a name) (2018) [Spinnin' Records]
- Sam Feldt ft. Kate Ryan - Gold (2019) [Spinnin' Records]
- Sam Feldt & Yves V ft. Roses - One day (2019) [Spinnin' Records]
- Sam Feldt ft. Sophie Simmons - Magnets (2019) [Spinnin' Records]
- Sam Feldt & SRNO ft. Joe Housley - Hide & Seek (2019) [Spinnin' Records]
- Sam Feldt ft. Sam Martin - Lose My Colours (2019) [Spinnin' Records]
- Sam Feldt ft. Rani - Post Malone (2019) [Spinnin' Records]
- Sam Feldt x Sigma & Gia Koka - 2 Hearts (2020) [One Seven Music/Heartfeldt Records/Four Music Production Gmbh/ Sony Music Entertainment]
- Sam Feldt - Hold Me Close (feat. Ella Henderson) [Heartfeldt Records]
- Sam Feldt & VIZE - Far Away From Home (feat. Leony)(2020) [Heartfeldt Records]
- Sam Feldt & Fedde Le Grand - You Should Know (feat. Craig Smart) (2020) [Heartfeldt Records]
- Sam Feldt & The Him - Use Your Love (feat. Goldford) [Heartfeldt Records]
- Sam Feldt - Home Sweet Home (feat. Alma & Digital Farm Animals) (2020) [Heartfeldt Records]
- Sam Feldt & Karma Child - The Best Days (feat. Tabitha) (2020) [Heartfeldt Records]
- Sam Feldt - Everything about you (feat. your friend polly) (2020) [Heartfeldt Records]
- Sam Feldt - Stronger (feat. Kesha) (2021) [Heartfeldt Records]
- Sam Feldt & Sam Fischer - Pick me up (2021) [Heartfeldt Records]
- Sam Feldt - The Riddle (feat. Lateshift) (2021) [Heartfeldt Records]
- Sam Feldt - Call on me (feat. Georgia Ku) (2021) [Heartfeldt Records]
- Endless Summer - Till The End (Jonas Blue & Sam Feldt) (2022) [Positiva, Warner Chappell Music]
- Frank Walker & Sam Feldt - Madness (feat. Zak Abel) (2022) [Palm Tree Records]
- Sam Feldt & salem ilese - Hate Me
- Sam Feldt & Monsta X - Late Night Feels

### Bootlegs, remixen & edits
- Fleetwood Mac - Big love (De Hofnar & Sam Feldt Remix) (2014)
- Mumford & Sons - I will wait (Bloombox & Sam Feldt Remix) (2014)
- Clean Bandit ft. Jess Glynne - Rather be (The Voyagers & Sam Feldt Bootleg) (2014)
- Naxxos - New Orléans (Sam Feldt Remix) (2014) [Spinnin' Deep]
- Sander van Doorn & Firebeatz - Guitar track (Sam Feldt Remix) (2014)
- I am Oak - On trees and birds and fire (Sam Feldt & Bloombox Remix) (2014) [Spinnin' Deep]
- Syn Cole - Bright lights (Sam Feldt Remix) (2014)
- Hedegaard ft. Lukas Graham - Happy home (Sam Feldt Remix) (2015) [Spinnin' Records]
- Zwette ft. Molly - Rush (Sam Feldt Remix) (2015) [Spinnin' Records]
- Showtek ft. MC Ambush - 90s by nature (Sam Feldt Remix) (2015) [Skink]
- Gabriel & Castellon - Shut your eyes (Sam Feldt Remix) (2015) [SPRS]
- Avicii - Waiting for love (Sam Feldt Remix) (2015) [Universal]
- Icona Pop - Emergency (Sam Feldt Remix) (2015) [Big Beat Records]
- Brika - Options (Sam Feldt Remix) (2015)
- Milow - Mistaken (Sam Feldt Remix) (2015)
- Thomas Jack - Rivers (Sam Feldt & De Hofnar Remix) (2015) [[[Parlophone]] UK]
- On June ft. Tesity - The devil's tears (Sam Feldt Edit) (2015) [Spinnin' Deep]
- Years & Years - Shine (Sam Feldt Remix) (2015)
- Halsey - Colors (Sam Feldt Remix) (2016) [Astralwerks]
- R3hab & Quintino - Freak (Sam Feldt Remix) (2016) [Spinnin' Remixes]
- Janieck - Feel the love (Sam Feldt Edit) (2016) [Spinnin' Records]
- Birdy - Wild horses (Sam Feldt Remix) (2016) [Atlantic (Warner)]
- Rob Thomas - Pieces (Sam Feldt Remix) (2016) [Atlantic (Warner)]
- King Arthur - Right now (Sam Feldt Edit) (2016) [HEXAGON (Spinnin')]
- Sam Feldt x Lucas & Steve ft. Wulf - Summer on you (Club Mix) [Spinnin' Records]
- Sir Notch - Please don't go (Sam Feldt Edit) (2017) [Spinnin' Premium]
- Flatdisk ft. Dave Thomas Jr. - Higher (Sam Feldt Edit) (2017) [Spinnin' Premium]
- Haevn - Bright lights (Sam Feldt Remix) (2017) [Spinnin' Records]
- SHAUN (ft. Conor Maynard) - Way back home (Sam Feldt edit) (2018) [Spinnin' Records]
- Rodney Atkins - Caught Up In The Country (Sam Feldt Remix) (2019) [Curb Records]
- Rita Ora - Only Want You (Sam Feldt Remix) (2019) [Atlantic Records]
- Drax Project ft. Hailee Steinfeld - Woke Up Late (Sam Feldt Remix) (2019) [300 Entertainment]
- Juanes & Alessi Cara - Querer Mejor (Sam Feldt Remix) (2019) [UMG Recordings]
- Freya Ridings - Castles (Sam Feldt Remix) (2019) [Good Soldier Records]
- Ed Sheeran ft. Camila Cabello & Cardi B - South of the Border (Sam Feldt Remix) (2019) [Universal Music Recordings]
- AJ Mitchell - Slow Dance ft, Ava Max (Sam Feldt Remix)(2019) [Epic Records]
- Elderbrook - back to my bed (Sam Feldt Remix) (2020)
- James Blunt - The Truth (Sam Feldt Remix) [Warner Music UK) (2020)
- Jaymes Young - Happiest Year (Sam Feldt Remix) (2020) [Atlantic Records]
- Rita Ora - How To Be Lonely (Sam Feldt Remix) (2020) [Atlantic Records UK)
- Sam Fischer & Demi Lovato -  What Other People Say (Sam Feldt Remix) (2021) [Sony]
- Illenium & Iann dior - First Time (Sam Feldt Remix) (2021) [12 Tone Music]
- Duncan Lawrence - Arcade (Sam Feldt Remix) (2021) [Capitol Mussic Group / Spark Records]
- Calum Scott - Rise (Sam Feldt Remix) (2021) [Capitol Records]
- Sam Feldt & Rita Ora - Follow Me (2021) [Palm Tree Records]
- Johan Kagen - Catching A Dream (Sam Feldt Remix) (2021) [Arista Records]
- George Ezra - Green Green Grass (Sam Feldt Remix) (2022) [Colombia]
- Becky Hill & Galantis - Run (Sam Feldt Remix) (2022) [Polydor Records]
- Sam Ryder - SPACE MAN (Sam Feldt Remix) (2022) [Parlophone UK]
- Charlie Puth - Left and Right (feat. Jung Kook, BTS) (Sam Feldt Remix) [Atlantic Records]

### Remixen van anderen
- Sam Feldt - Show me love (EDX's Indian Summer Remix) (2015) [Spinnin' Records]
- Sam Feldt - Show me love (Quintino Remix) (2015) [Spinnin' Records]
- Sam Feldt - Show me love (Kryder & Tom Staar Remix) (2015) [Spinnin' Records/Polydor]
- Sam Feldt – Show me love (Kokiri Remix) (2015) [Spinnin’ Records/Polydor]
- Sam Feldt – Show me love (ZacSamuel Remix)(2015) [Spinnin’ Records/Polydor]
- Sam Feldt - Been a while (Madison Mars Remix) (2016) [Spinnin' Remixes]
- Sam Feldt & Deepend ft. Teemu – Runaways (Jay Hardway Remix) (2016) [Spinnin’ Remixes]
- Sam Feldt & Deepend ft. Teemu – Runaways (M-22 Remix) (2016) [Spinnin’ Remixes]
- Sam Feldt & Deepend ft. Teemu – Runaways (Muzzaik & Stadiumx Remix) (2016) [Spinnin’Remixes]
- Sam Feldt & Deepend ft. Teemu – Runaways (eSquire Remix) (2016) [Spinnin’ Remixes]
- Sam Feldt & Deepend ft. Teemu – Runaways (Jonathan PitchRemix) (2016) [Spinnin’ Remixes]
- Sam Feldt & Deepend ft. Teemu – Runaways (Afraux Remix) (2016) [Spinnin’ Remixes]
- Sam Feldt & Deepend ft. Teemu – Runaways (Wild Culture Remix) (2016) [Spinnin’ Remixes]
- Sam Feldt x Lush & Simon ft. Inna – Fade away (Calvo Remix) (2017) [Spinnin’ Records]
- Sam Feldt x Lush & Simon ft. Inna – Fade away (Breath Carolina Remix) (2017) [Spinnin’Records]
- Sam Feldt feat. ROOKIES - Alive (The Edge)(DJ Licious Remix) (2018) [Spinnin' Records]
- Sam Feldt x Alex Schulz - Be my lover (Toby Green Remix) (2018) [Spinnin' Records]
- Sam Feldt x Alex Schulz - Be my lover (Zerb Remix) (2018) [Spinnin' Records]
- Sam Feldt ft. Jake Reese – Blackbird (Calvo Remix) (2018) [Spinnin' Records]
- Sam Feldt ft. Sam Martin - Carry me home (Joe Stone Remix) (2018) [Spinnin' Records]
- Sam Feldt & Toby Green ft. RUMORS - Chasing after you (Paul Mayson Remix) (2018) [Spinnin' Records]
- Sam Feldt feat. Joshua Radin - High and low (Breathe Caroline Remix) (2018) [Spinnin' Records]
- Sam Feldt & Girls Love DJs feat. Joe Cleere - Just dropped in (My condition) (Mesto Remix) (2018) [Spinnin' Records]
- Sam Feldt feat. George Shelley - Leave me alone (Truth x Lies Remix) (2018) [Spinnin' Records]
- Sam Feldt - Save tonight (Redondo Remix) (2018) [Spinnin' Records]
- Sam Feldt – Sensational (King Arthur Remix) (2018) [Spinnin' Records]
- Sam Feldt – Sensational (Zonderling Remix) (2018) [Spinnin' Records]
- Sam Feldt x The Federal Empire - Shot by my own gun (De Hofnar Remix) (2018) [Spinnin' Records]
- Sam Feldt x The Federal Empire - Shot by my own gun (Holl & Rush Remix) (2018) [Spinnin' Records]
- Sam Feldt feat. Olivia Sebastianelli - Wishing well (Club Mix) (2018) [Spinnin' Records]
- Sam Feldt & Robert Falcon - World can wait (VIP Remix) (2018) [Spinnin' Records]
- Sam Feldt x Alex Schulz - Be my lover (Danielle Diaz Remix) (2018) [Spinnin' Records]
- Sam Feldt feat. Jeremy Renner – Heaven (Don't have a name) (Dastic Remix) (2018) [Spinnin' Records]
- Sam Feldt feat. Jeremy Renner – Heaven (Don't have a name) (SLVR Remix) (2018) [Spinnin' Records]
- Sam Feldt & LVNDSCAPE feat. Tessa – Know you better  (Retrovision Remix) (2018) [Spinnin' Records]
- Sam Feldt – Just to feel alive (Breathe Carolina Remix) (2019) [Spinnin' Records]
- Sam Feldt & Kate Ryan - Gold (Tobtok Remix) (2019) [Spinnin' Records]
- Sam Feldt & Kate Ryan - Gold (Dave Winnel Remix) (2019) [Spinnin' Records]
- Sam Feldt & Kate Ryan - Gold (Luuk Cox Remix) (2019) [Spinnin' Records]
- Sam Feldt ft. RANI - Post Malone (Joe Stone Remix) (2019) [Spinnin' Records]
- Sam Feldt ft. RANI - Post Malone (Friend Within Remix) (2019) [Spinnin' Records]
- Sam Feldt ft. RANI - Post Malone (GATÜSSO Remix) (2019) [Spinnin' Records]
- Sam Feldt ft. RANI - Post Malone (Cat dealers Remix) (2019) [Spinnin' Records]
- Sam Feldt ft. RANI - Post Malone (Pharien Remix) (2019) [Spinnin' Records]
- Sam Feldt ft. RANI - Post Malone (Alex Fosse Remix) (2019) [Spinnin' Records]
- Sam Feldt ft. RANI - Post Malone (VIZE Remix) (2019) [Spinnin' Records]
- Sam Feldt ft. RANI - Post Malone (Yuan Remix) (2019) [Spinnin' Records]
- Sam Feldt ft. RANI - Post Malone (Chill mix) (2019) [Spinnin' Records]
- Sam Feldt ft. RANI - Post Malone (Club mix) (2019) [Spinnin' Records]

## Hitlijsten
| Single met hitnotering(en) in de Nederlandse Top 40 | Datum van verschijnen | Datum van binnenkomst | Hoogste positie | Aantal weken | Opmerkingen                     |
| --------------------------------------------------- | --------------------- | --------------------- | --------------- | ------------ | ------------------------------- |
| Show Me Love                                        | 2015                  | week 29               | 19              | 16           |                                 |
| Been a While                                        | 2016                  | week 7                | Tip 17          | 5            |                                 |
| Feel the Love (Sam Feldt edit)                      | 2016                  | week 20               | Tip 1           | 9            |                                 |
| Summer on You                                       | 2016                  | week 27               | 4               | 21           |                                 |
| What About Love                                     | 2016                  | week 1                | Tip 8           | 6            |                                 |
| Open Your Eyes                                      | 2017                  | week 10               | Tip 16          | 6            |                                 |
| Fade Away                                           | 2017                  | week 24               | Tip 21          | 4            |                                 |
| Yes                                                 | 2017                  | week 34               | Tip 11          | 7            |                                 |
| Be My Lover                                         | 2017                  | week 41               | 30              | 4            |                                 |
| Down for Anything                                   | 2018                  | week 16               | Tip 7           | 5            |                                 |
| Post Malone                                         | 2019                  | week 38               | 5               | 18           | met RANI                        |
| 2 Hearts                                            | 2020                  | week 12               | 36              | 7            | met Sigma & Gia Koka            |
| Far Away from Home                                  | 2020                  | week 34               | 8               | 12           | met VIZE & Leony                |
| Home Sweet Home                                     | 2020                  | week 47               | Tip 1           | 10           | met Alma & Digital Farm Animals |
| Stronger                                            | 2021                  | week 5                | Tip 16          | 5            | met Kesha                       |
| Pick Me Up                                          | 2021                  | week 23               | Tip 27          | 1            | met Sam Fischer                 |
| Follow me                                           | 2022                  | week 4                | 28              | 7            | met Rita Ora                    |

| Single met hitnotering(en) in de Vlaamse Ultratop 50 | Datum van verschijnen | Datum van binnenkomst | Hoogste positie | Aantal weken | Opmerkingen              |
| ---------------------------------------------------- | --------------------- | --------------------- | --------------- | ------------ | ------------------------ |
| Show me Love                                         | 2015                  | 04-07-2015            | 11              | 16           | met Kimberly Anne        |
| Been a While                                         | 2016                  | 12-03-2016            | tip             | -            |                          |
| Feel the Love (Sam Feldt edit)                       | 2016                  | 28-05-2016            | tip             | -            | met Janieck Devy         |
| Summer on You                                        | 2016                  | 30-07-2016            | tip12           | -            | met Lucas & Steve & Wulf |
| Runaways                                             | 2016                  | 29-10-2016            | tip             | -            | met Deepend & Teemu      |
| What About the Love                                  | 2016                  | 14-01-2017            | tip             | -            |                          |
| Bright Lights (Sam Feldt remix)                      | 2017                  | 11-02-2017            | tip             | -            | met Haevn                |
| Open Your Eyes                                       | 2017                  | 11-03-2017            | tip             | -            | met Hook N Sling         |
| Fade Away                                            | 2017                  | 24-06-2017            | tip             | -            | met Lush & Simon & Inna  |
| Yes                                                  | 2017                  | 02-09-2017            | tip             | -            | met Akon                 |
| Down for Anything                                    | 2018                  | 14-04-2018            | tip             | -            | met Möwe & Karra         |
| Just to Feel Alive (Remix)                           | 2018                  | 04-08-2018            | tip             | -            | met JRM                  |
| Gold                                                 | 2019                  | 23-03-2019            | 27              | 9            | met Kate Ryan            |
| One Day                                              | 2019                  | 11-05-2019            | tip             | -            | met Yves V & Rozes       |
| Hide & Seek                                          | 2019                  | 25-05-2019            | tip             | -            | met SRNO & Joe Housley   |
| Post Malone                                          | 2019                  | 06-07-2019            | tip31           | -            | met Rani                 |
| 2 Hearts                                             | 2020                  | 01-02-2020            | tip26           | -            | met Gia Koka             |
| Hold Me Close                                        | 2020                  | 04-04-2020            | tip             | -            | met Ella Henderson       |
| Far Away from Home                                   | 2020                  | 04-07-2020            | tip             | -            | met VIZE & Leony         |
| Use Your Love                                        | 2020                  | 17-10-2020            | tip             | -            | met The Him & Goldford   |

Gijs Alkemade · 
Alok · 
Claptone · 
Hielke Boersma · 
Max Bolhuis · 
Thomas van Empelen · 
Sam Feldt · 
Fedde le Grand · 
Jochem Hamerling · 
Lars van Heeswijk · 
Oliver Heldens · 
Anoûl Hendriks · 
James Hype · 
Eelke Kleijn ·  
Julia Maan · 
Mau P · 
R3hab · 
Nicky Romero · 
Franky Rizardo · 
Erik-Jan Rosendahl · 
Raoul Schram · 
Secret Cinema · 
Solardo · 
Dimitri Vegas & Like Mike · 
Vintage Culture · 
Joris Voorn · 
Jarno van der Wielen · 
Mike Williams · 
Olivier Weiter · 
Patrick Wolda

lijst van huidige en voormalige dj's van SLAM!